# 唐山专区
唐山专区，中华人民共和国河北省已撤消的专区，在今河北省东北部。1949年置，专员公署驻昌黎县。辖昌黎、丰润、丰南、滦南、乐亭、临榆、抚宁、卢龙、迁安、迁西、遵化、玉田、滦县13县。
1954年，撤销滦南县，并入滦县；撤销丰南县，并入丰润县；撤销临榆县，并入秦皇岛市和抚宁县。唐山专区辖10县。
1958年，唐山、秦皇岛2市降为县级市划归本区，专员公署迁驻唐山市；通县专区的蓟县和天津专区的宝坻县划入；同年，专区辖县调整如下：
1. 撤销丰润县，并入唐山市和玉田、乐亭2县；
2. 撤销滦县，并入唐山市和乐亭县；
3. 撤销迁西县，并入遵化、迁安2县；
4. 撤销卢龙县，并入昌黎县；
5. 撤销抚宁县，并入秦皇岛市及昌黎、迁安2县；
6. 撤销宁河县（原属天津专区），并入天津市和玉田县；
7. 撤销香河县（原属通县专区），并入宝坻县；
8. 撤销三河县及大厂回族自治县（均原属通县专区），并入蓟县。

1960年，唐山市改由省直辖，撤销唐山专区，辖县和秦皇岛市划归唐山市；同年，蓟县、宝坻2县划归天津专区；恢复丰润、滦县2县；天津市汉沽区划归唐山市并撤区改设汉沽市。
1961年，恢复唐山专区；唐山市降为县级市，改属专区；恢复丰南、卢龙、抚宁、迁西4县，并划入原天津专区恢复的宁河县。1962年，恢复滦南县；宁河县及汉沽市划回天津地区。至此，唐山专区辖唐山、秦皇岛2市及迁西、遵化、迁安、抚宁、昌黎、乐亭、卢龙、滦县、滦南、丰南、玉田、丰润12县。
1968年，撤销唐山专区，改置唐山地区。

## 唐山地区
唐山地区辖原唐山专区的唐山市、秦皇岛市，丰润县、丰南县、滦县、滦南县、乐亭县、昌黎县、抚宁县、卢龙县、迁安县、迁西县、遵化县、玉田县，共2市、12县。
1978年3月11日，唐山市升为省辖市。
1982年9月22日，将柏各庄农垦区改建为唐海县。
1983年3月3日，撤销唐山地区，将原唐山地区的丰润、丰南、滦县、滦南、玉田、遵化、迁西、迁安、唐海9县划归唐山市管辖；秦皇岛市改为省辖市，并将原唐山地区的抚宁、昌黎、卢龙、乐亭4县划归秦皇岛市管辖。